# Munro (film)
Munro is een Tsjecho-Slowaakse-Amerikaanse geanimeerde korte film, geregisseerd door filmregisseur Gene Deitch en geproduceerd door William Lawrence Snyder. Het script is geschreven door Jules Feiffer. Munro won de Oscar in de categorie Korte Animatiefilm in 1960. Het was de eerste korte film die won die is gemaakt buiten de Verenigde Staten.

## Aanleiding
Regisseur Gene Deitch wilde al enige tijd het korte verhaal over Munro, van Jules Feiffer verfilmen, maar kreeg het geld niet bij elkaar. Met financiële hulp van William L. Snyder, producent van het New Yorkse bedrijf Rembrandt Films, een cliënt van Deitch, kon hij toch de korte animatie maken. Deze hulp kreeg Deitch onder de voorwaarde dat hij zou helpen om de productie van een aantal animaties, die Snyder liet maken in Praag, in het toenmalige Tsjecho-Slowakije, te verbeteren en geschikt te maken voor het Amerikaanse publiek. Deitch vertrok in 1959 met enige tegenzin naar Praag voor een tiendaags werkbezoek bij studio Bratři v triku (Broeders in T-shirts). Aldaar ontmoette hij animator en productiecheffin Zdenka Hrachovcová-Najmanová, zijn latere tweede echtgenote, op wie hij vrijwel meteen verliefd werd.

## Plot
De protagonist is een rebels 4-jarig jongetje dat per abuis wordt opgeroepen voor het vervullen van zijn militaire dienstplicht in het leger van de Verenigde Staten. Het maakt niet uit hoe vaak hij zegt tegen volwassenen, "ik ben pas vier", ze blijken niet in staat te zijn op te merken dat hij nog maar een kind is. Uiteindelijk, maakt de hardheid van het legerleven Munro aan het huilen. Dit zorgt ervoor dat de generaal zich realiseert dat Munro inderdaad maar een klein jongetje is. Hij wordt eervol ontslagen en wordt een held. Wanneer hij zich misdraagt, wordt hij herinnert aan zijn verblijf in het leger.

## Productie
Munro's stem is ingesproken door Seth Deitch, de middelste zoon van regisseur Gene Deitch. Marie Deitch-Billingsley, de eerste vrouw van Deitch, verzorgt de vrouwelijke stemmen.
Scenarist Feiffer, die het script schreef en de storyboards maakte op basis van zijn eigen boek Passionella and Other Stories (1957), verklaarde in een interview in 2010 dat het verhaal een reactie was op zijn dienstplicht in het Amerikaanse leger.
| Ik kwam met het verhaal van Munro omdat ik begreep dat wanneer je echt woedend bent en écht iemand wil aanvallen op een cartooneske manier, op-en-neer springen, schreeuwen, gillen en polemisch zijn, de minst effectieve manier is — iets dat veel cartoonisten nooit hebben geleerd. De beste manier is om de andere kant op te gaan en onschuld te veinzen, en zo de lezer stilletjes mee te krijgen. En dus vertelt Munro dit wilde verhaal, maar hij vertelt het onderhoudend en liefelijk, en hij bouwt het op en hij krijgt de lezer gestresseerd, en wanneer je het leest, en vooral wanneer je de film ziet, voel je een knoop in je maag vanwege onwetendheid en het overduidelijke misbruik van autoriteit. En mensen verbonden aan hun eigen situaties met autoriteit, in of buiten het leger, wanneer niemand jou gelooft. Zij weten het, jij niet, en misschien proberen ze je zelfs te overtuigen, zoals ze doen bij Munro, dat zij gelijk hebben en jij ongelijk. — Vertaalde passage uit interview met Jules Feiffer. |

## Onduidelijkheid jaartal
Er is onduidelijkheid over het juiste jaartal waarin de korte film Munro is vervaardigd. Streamingplatform Mubi en de Academy of Motion Picture Arts and Sciences ook wel eens de Academy genoemd, de organisatie die de Oscars uitreikt, stelt dat Munro is gemaakt in 1960. De website IMDb stelt dat de film is gemaakt in 1961. Deze discrepantie komt zeer waarschijnlijk omdat de film pas op 5 oktober 1961 is uitgebracht in de Verenigde Staten, terwijl de film al in 1960 was vervaardigd in het toenmalige Tsjecho-Slowakije.